# صعود مباشر
الصعود المباشر هو طريقة لهبوط مركبة فضائية على القمر أو كوكب آخر مباشرة, دون تجميع المركبة أولاً في مدار حول الأرض, أو حمل مركبة هبوط منفصلة في مدار حول الجسم المستهدف. تم اقتراحه كأول طريقة لتحقيق هبوط مأهول على سطح القمر في برنامج أبولو بالولايات المتحدة, ولكن تم رفضه لأنه كان سيتطلب تطوير مركبة إطلاق كبيرة بشكل مانع.

## برنامج أبولو

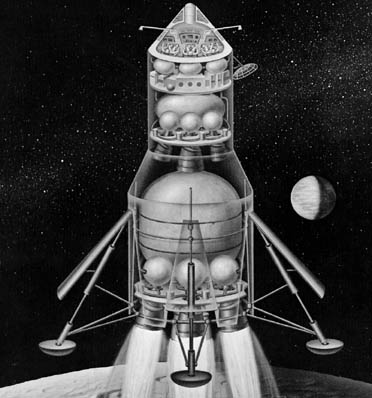
تصور الفنان لمركبة أبولو الفضائية المبكرة التي كانت تستخدم الصعود المباشر

تم التخطيط لبرنامج أبولو في البداية على أساس افتراض استخدام الصعود المباشر. كان هذا يتطلب تطوير مركبة إطلاق ضخمة, إما صاروخ Saturn C-8 أو صاروخ Nova, لإطلاق مركبة الفضاء Apollo المكونة من ثلاثة أفراد, مع وحدة هبوط متصلة, مباشرة إلى القمر, حيث ستهبط على الذيل أولاً ثم الإطلاق. من القمر للعودة إلى الأرض. الخياران الآخران اللذان اعتبرتهما وكالة ناسا يتطلبان مركبة إطلاق أصغر إلى حد ما, إما ساتورن C-4 أو C-5 . كانت هذه هي ملتقى مدار حول الأرض, والذي كان سيشمل عمليتي إطلاق على الأقل لتجميع مركبة الهبوط المباشر والعودة في المدار ؛ و Lunar Orbit Rendezvous (LOR), والتي حملت مركبة فضائية صغيرة للهبوط القمري مكونة من رجلين للطيران بين مدار القمر والسطح. كانت LOR هي الإستراتيجية المستخدمة بنجاح في Apollo.
في الاتحاد السوفيتي يعتبر أيضا عدة استراتيجيات الصعود مباشرة، على الرغم من أنهم في النهاية استقر على نهج مماثل لناسا: رجلين في مركبة الفضاء سويوز مع رجل واحد LK المسبار. حاول السوفييت إطلاق صاروخ N1 في 21 فبراير و 3 يوليو 1969, وكلاهما فشل, قبل إقلاع أبولو 11 التابع لوكالة ناسا وجعل أول هبوط مأهول على سطح القمر في 20 يوليو 1969. قام السوفييت بمحاولتين إضافيتين لإطلاق N1, في عامي 1972 و 1974, لكن لم ينجح أي منهما. واصلت شركة الهندسة السوفيتية OKB-52 تطوير المعزز المعياري UR -700 لسفينة الصعود المباشر LK-700 .
صورت أفلام الخيال العلمي مثل Destination Moon بشكل متكرر مهمات الصعود المباشر.